# Mick Hazen
Mick Hazen (né le 22 mars 1993) est un acteur américain. Il est apparu dans la série As the World Turns. Il y fait sa première apparition le 22 décembre 2006, dans le rôle de Giovani Cimmino. 

## Biographie
Il est découvert lors d'une audition organisée dans son école. Sa première performance a lieu dans le Chappelle's Show de Dave Chappelle. Avant As the World Turns, il participe à Haine et Passion et New York 911. Il fait aussi une brève apparition dans l'épisode 6 de la saison 1 de Forever 
Lorsqu'il ne joue pas dans As the World Turns, il continue sa scolarité.